# Otto Ludwig Sckell
Otto Ludwig Paul August Sckell (* 17. Januar 1861 in Ettersburg bei Weimar; † 18. April 1948 in Weimar), meist Otto Sckell oder Otto Ludwig Sckell, war Gärtner im Fürst-Pückler-Park Bad Muskau, später Großherzoglich Sächsisch-Weimarer Hofgärtner und Garteninspektor aller Parkanlagen im Großherzogtum Sachsen-Weimar-Eisenach. Er entstammte der Maler- und Gärtnerfamilie Sckell, war der Sohn von Julius Otto Franz Friedrich Sckell und Enkel von Johann Christian Sckell.

## Leben und Werk
Nach einer Gärtnerlehre in Potsdam war Otto Ludwig Sckell als Gartengehilfe, dann vier Jahre als Gärtner im Fürst-Pückler-Park Bad Muskau, danach als Obergärtner in Böhmen tätig. 
Otto Ludwig Sckell übernahm mehrere Jahrzehnte nach Johann Wolfgang von Goethes Tod die Aufsicht über dessen Gärten: Ab 1890 wurde er von Großherzog Karl Alexander von Sachsen-Weimar als Nachfolger von Hermann Jäger zum Hofgärtner in Eisenach und Wilhelmsthal ernannt, ab 1900 in Weimar und Ettersburg. Seine Ernennung zum Oberhofgärtner erfolgte im Dezember 1905, womit ihm die Oberaufsicht aller sachsen-weimarischen Garten- und Parkanlagen übertragen wurde. 1926 wurde er als Nachfolger von Julius Hartwig zum Garteninspektor berufen. Die Position eines „Staatlichen Garteninspektors“ war 1919 als zentrale Koordinationsstelle für alle ehemaligen Hofgärtnereien im neuen Land Thüringen geschaffen worden. Otto Ludwig Sckell hatte diese Position bis 1928 inne.
Unter Otto Ludwig Sckell wurden viele Parkanlagen Thüringens wieder instand gesetzt und geschichtlich erforscht. Goethes Gärten wurden weiterhin gepflegt, größere Veränderungen unterblieben, einerseits aus Pietät gegenüber dem berühmten Dichter, andererseits aus Geldmangel. Die – erstmals seit dem Tod von Großherzog Carl August in der zweiten Hälfte des 19. Jahrhunderts von Eduard Petzold im Ilmpark begonnenen – Auslichtungen und Verjüngungsmaßnahmen des Gehölzbestandes sowie dessen Erweiterung wurden von Otto Ludwig Sckell, zunächst zusammen mit Julius Hartwig, um 1900 in Teilbereichen fortgeführt.
Otto Ludwig Sckells Wirken kann als erster Schritt zu einer Institutionalisierung der Denkmalpflege historischer Gartenanlagen angesehen werden. Für seine Verdienste erhielt er 1902 das Albertus-Kreuz. In der Industriestadt Apolda plante er die Erholungsanlage Schötener Promenade.

## Schriftliches Werk
- Erinnerungen an Alt-Belvedere, ca. 1900.
- 200 Jahre Belvedere. Ein Rückblick auf seine Entwicklung unter besonderer Berücksichtigung seiner Gartenkunst, Weimar: Selbstverlag, 1928.